# Memòries del passat
Memòries del passat (títol original en anglès: Souvenir) és una pel·lícula britànica dirigida per Geoffrey Reeve estrenada l'any 1989. Ha estat doblada al català.

## Argument
Ernst Kestner és un veterà de l'exèrcit alemany que es va traslladar a Nova York, on ha viscut durant 43 anys, des del final de la Segona Guerra Mundial. A la mort de la seva esposa, Ernst s'embarca en un nostàlgic viatge a França. Allà va deixar l'amor d'una bonica jove a la petita ciutat ocupada de Lascaud. En arribar, descobreix tant el destí del seu amor perdut, com les proves terribles de la seva complicitat en una atrocitat de guerra que ell mai no va saber que va passar.

## Repartiment
- Catherine Hicks: Tina Boyer
- Christopher Cazenove: Willian Root
- Christopher Plummer: Ernst Kestner
- Jean Badin: Henri Boyer
- Michael Lonsdale: Xavier Lorion
- Patrick Bailey: Young kestner
- Lisa Daniely: la Sra. Lorion
- Amélie Pick: Janni